# José María Pino Suárez, Quintana Roo
José María Pino Suárez är en ort i Mexiko.   Den ligger i kommunen Felipe Carrillo Puerto och delstaten Quintana Roo, i den östra delen av landet, 1 200 km öster om huvudstaden Mexico City. José María Pino Suárez ligger 16 meter över havet och antalet invånare är 227.
Terrängen runt José María Pino Suárez är mycket platt. Runt José María Pino Suárez är det mycket glesbefolkat, med 4 invånare per kvadratkilometer. Närmaste större samhälle är Yaxley, 9,4 km väster om José María Pino Suárez. I omgivningarna runt José María Pino Suárez växer i huvudsak städsegrön lövskog.